# Miss Bélgica
Miss Bélgica (en alemán: Miss Belgien; en francés: Miss Belgique; en neerlandés: Miss België) es un concurso de belleza nacional en Bélgica. Se encarga de seleccionar a las representantes del país para los concursos Miss Universo y Miss Mundo.

## Historia

### Reina de la playa
El primer concurso en busca de la chica más bella de Bélgica fue en 1928. Fue el periodista Jean-Jacques Fortis quien organizó el concurso «La Reine de la Plage» - «La reina de la playa» como promoción de la revista Piccolo, ahora Le Soir. Fue Anne Koyaert quien ganó el concurso en Blankenberge.

### Miss Bélgica
Tras el éxito, a Fortis se le permitió organizar una elección más grande. En 1929, Jenny Vanparys fue la primera chica coronada oficialmente como Miss Bélgica. Participó en Miss Europa. Al año siguiente, Netta Duchâteau fue la ganadora. Duchâteau participó y ganó el Concurso Internacional de Belleza en 1931, lo que le valió el título de «Miss Universo 1931». Duchâteau se convirtió instantáneamente en una celebridad y el concurso de Miss Bélgica llamó mucho la atención.
En 1968, Cécile Muller se interesó en el concurso. En 1969 organizó por primera vez Miss Bélgica. Muller, que se consideraba feminista, se tomó el concurso muy en serio. Exigió que las participantes del concurso fueran bilingües, que pudieran hablar neerlandés y francés, los dos idiomas principales de Bélgica. Muller brindó a los participantes capacitación sobre cómo manejar las entrevistas. También siguió y guio muy estrictamente a la ganadora del título de Miss Bélgica. Gracias a la guía de Muller, el concurso se hizo más grande cada año. Muller vio el concurso como un acto de feminismo e intentó no encontrar el rostro más bello de Bélgica sino una mujer joven moderna que pudiera representar a Bélgica en todos los sentidos. Logró lanzar el concurso en la televisión. En 1993, el concurso se retransmitió por VTM para la región de Flandes y por RTL para la región de Valonia. Un millón de espectadores vieron las elecciones de Miss Bélgica esa decenia. Muchos de esas ganadoras, incluidas Goedele Liekens, Lynn Wesenbeek, Sandrine Corman, Dina Tersago y Julie Taton, tuvieron carreras exitosas en televisión. Para la elección de 1994, un fabricante de coronas de París hizo una nueva corona de oro.
En 2005, la empresaria Darline Devos se convirtió en la nueva organizadora de las elecciones. Ella organizó aún más las elecciones. Logró cambiar las elecciones provinciales preliminares y aplicar las mismas reglas en esos concursos. Cada ganadora de esos concursos provinciales recibió una de las mismas once coronas de Swarovski. Se hizo una nueva corona para Miss Bélgica, que consta de 500 cristales Swarovski. Devos también fundó la casa Miss Bélgica, una casa en el centro del país. Sirve como lugar de trabajo para la organización de Miss Bélgica y como lugar de estancia para la actual Miss Bélgica. Hizo un nuevo trato para la parte de habla neerlandesa de Bélgica con la emisora VT4. Aunque las chicas de los años siguientes tuvieron más éxito en los concursos de Miss Universo y Miss Mundo, el público belga perdió interés en la elección. Debido a la disminución de la audiencia de las elecciones, el concurso fue transmitido en la región de habla neerlandesa por Vijftv, el pequeño canal afiliado de VT4, en 2010-2011 y en las emisoras digitales Life! en 2012, Studio 100 TV en 2013-2014, Ment TV en 2015, Fox Flanders en 2016-2018 y Eclips TV en 2019. En la región de habla francesa, la emisora RTL dejó de transmitir las elecciones en 2012. Fue reemplazada por la emisora digital STAR TV en 2012 y AB3 en 2013-2018. Desde 2019, el concurso ya no se transmite en Valonia. Además, la elección también recibe críticas en Valonia porque la mayoría de los ganadores son de Flandes.
Debido a la pandemia de COVID-19, la elección de Miss Bélgica 2021 se pospuso de enero de 2020 a marzo de 2021. Una nueva corona hecha de piedras blancas y algunas piedras rosas debutó en la elección de Miss Bélgica 2021.

### Controversias
Miss Bélgica se encontró con controversias en diferentes ocasiones. Miss Bélgica 1952, Anne-Marie Pauwels se negó a separarse de su novio durante el concurso de Miss Mundo 1952. Fue descalificada y Bélgica no pudo participar en Miss Mundo 1953.
En 1971, las Dolle Mina's saltaron al escenario durante la final de las elecciones, gritando «¡No somos ganado!».
Miss Bélgica 2002, Ann Van Elsen, fue una de las candidatas que se negó a participar en el concurso de Miss Mundo realizado en Nigeria en protesta por la condena de Amina Lawal. Esto fue en contra de los deseos de la organización Miss Bélgica. Van Elsen fue reemplazada por su primera finalista, Sylvie Doclot.
Miss Bélgica 2006, Virginie Claes, fue acusada de comprar su título. No se encontraron pruebas de esto.

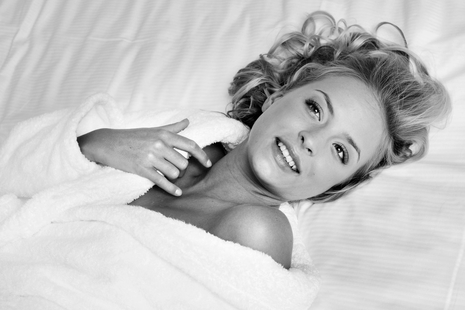
Alizée Poulicek, Miss Bélgica 2008

La elección de Alizée Poulicek, hablante nativa de francés y checo, incluso se ha relacionado con la formación del gobierno belga de 2007-2008. La razón es que, durante la prueba de idioma tradicional, no pudo hablar ni entender neerlandés. La audiencia incluso la abucheó por esto. El comportamiento de la audiencia se notó en toda Europa, y el periódico flamenco Het Laatste Nieuws puso sarcásticamente el titular «Miss Bélgica no habla neerlandés. Nuestro país está en una profunda crisis».
Miss Bélgica 2017, Romanie Schotte, fue acusada de racismo por una publicación en Instagram. Unia (Centro de Igualdad de Oportunidades) inició una investigación el 17 de enero, pero ya se cerró el 19 de enero. Sin embargo, en 2018, Miss Bélgica 2018, Angeline Flor Pua, se encontró con mucho racismo después de ganar. La secretaria de Estado de Igualdad de Oportunidades, Zuhal Demir, desaprobó los comentarios racistas y aplaudió a la nueva Miss Bélgica. La reacción de Flor Pua fue bien recibida e incluso transmitida por la BBC.

## Ganadoras

### La Reine de la Plage
| Año  | Miss Bélgica | Provincia | Región | Notas |
| ---- | ------------ | --------- | ------ | ----- |
| 1928 | Anne Koyaert |           |        |       |

### Antes de la Segunda Guerra Mundial
| Año  | Miss Bélgica       | Provincia | Región        | Notas              |
| ---- | ------------------ | --------- | ------------- | ------------------ |
| 1929 | Jenny Vanparays    | Bruselas  | Bruselas      |                    |
| 1930 | Netta Duchâteau    | Namur     | Región Valona | Miss Universo 1931 |
| 1931 | Suzanne Daudin     |           |               |                    |
| 1932 | Simone Eraerts     | Bruselas  | Bruselas      |                    |
| 1933 | Georgette Casteels | Bruselas  | Bruselas      |                    |
| 1934 | Nadia Benedetti    |           |               |                    |
| 1936 | Laura Torfs        |           |               |                    |
| 1937 | Josée Decœur       |           |               |                    |
| 1938 | Mary Van Leda      |           |               |                    |
| 1939 | Gilberte de Somme  | Namur     | Región Valona |                    |

### Después de la Segunda Guerra Mundial
| Año  | Miss Bélgica            | Provincia          | Región        | Notas |
| ---- | ----------------------- | ------------------ | ------------- | --- |
| 1946 | Ludovica Bil            |                    |               | |
| 1947 | Yvette Draux            |                    |               | |
| 1948 | Lucienne Van de Weghe   |                    |               | |
| 1949 | Andréa Bouillon         |                    |               | |
| 1950 | Nicole Poncelet         |                    |               | |
| 1951 | Lucienne Zadworny       |                    |               | |
| 1952 | Anne-Marie Pauwels      |                    |               | descalificada en Miss Mundo |
| 1953 | Sépia Degehet           |                    |               | |
| 1954 | Nelly Dehem             |                    |               | |
| 1955 | Rosette Ghislain        |                    |               | |
| 1956 | Madeleine Hotelet       |                    |               | |
| 1957 | Jeanne Chandelle        |                    |               | |
| 1958 | Michèle Goethals        |                    |               | |
| 1959 | Diane Hidalgo           |                    |               | |
| 1960 | Huberte Box             |                    |               | |
| 1961 | Jacqueline Oroi         |                    |               | |
| 1962 | Christine Delit         |                    |               | |
| 1963 | Irène Godin             |                    |               | |
| 1964 | Danièle Defrère         |                    |               | |
| 1965 | Lucy Nossent            |                    |               | |
| 1966 | Lucy Nossent            |                    |               | |
| 1967 | Mauricette Sironval     |                    |               | |
| 1968 | Sonja Doumen            | Dilsen             | Flandes       | |

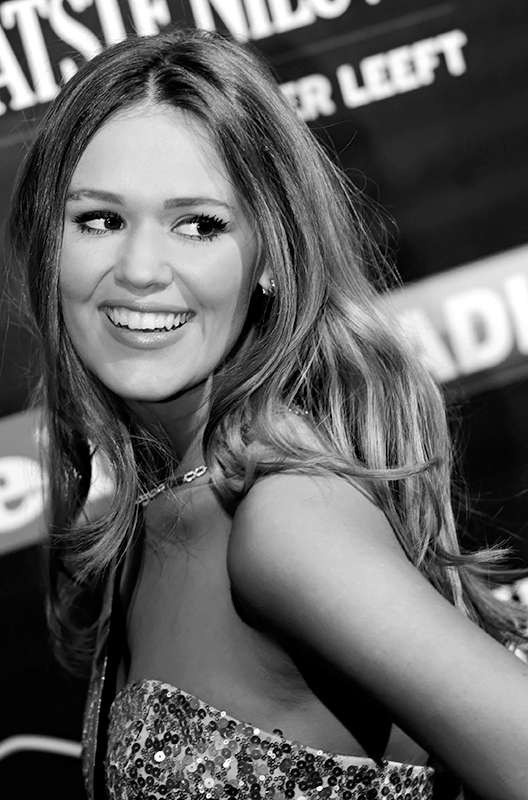
Annelies Törös, Miss Bélgica 2015

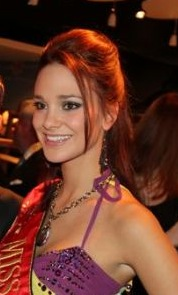
Cilou Annys, Miss Bélgica 2010

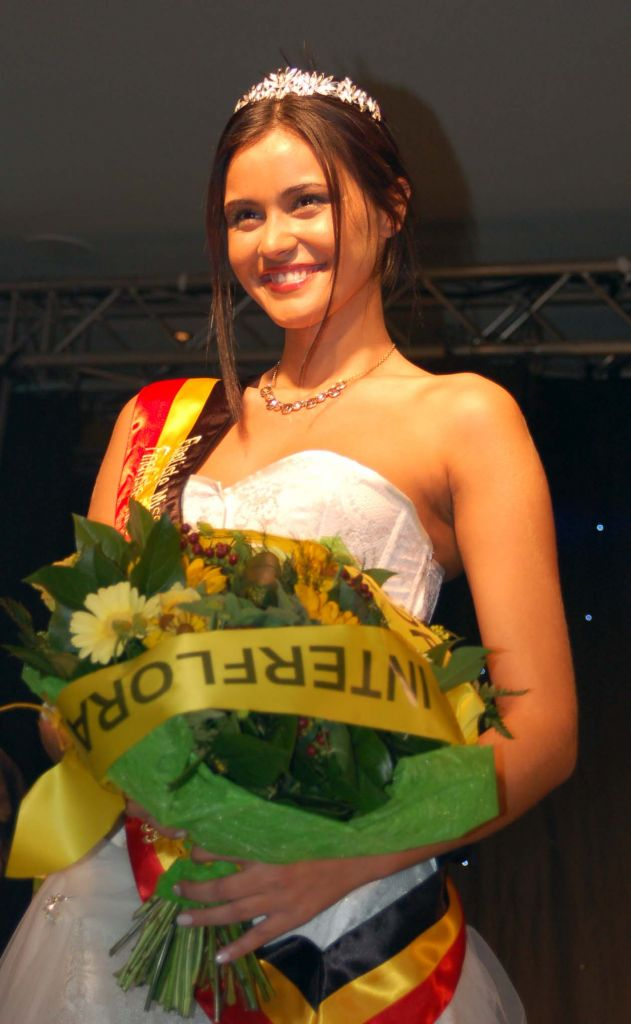
Zeynep Sever, Miss Bélgica 2009

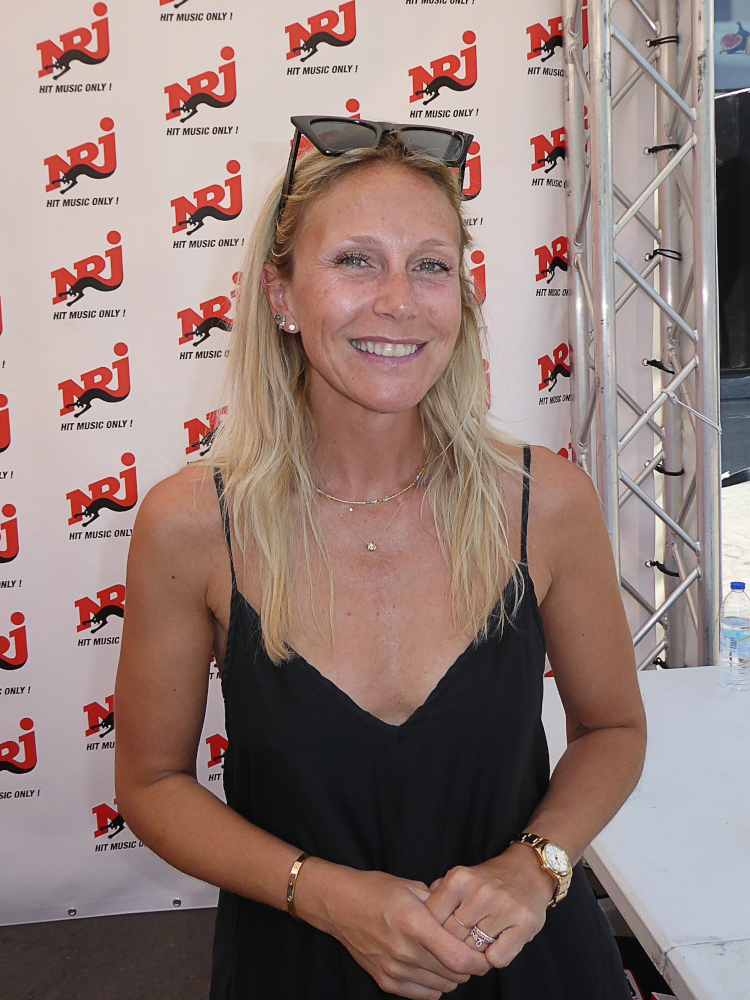
Julie Taton, Miss Bélgica 2003

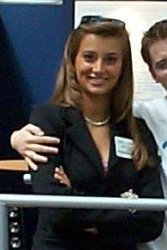
Véronique De Kock, Miss Bélgica 1995

| 1969 | Maud Alin               | Henao              | Región Valona | - Miss Mundo Amistad en Miss Mundo 1969                                                                                              |
| 1970 | Francine Martin         | Lieja              | Región Valona | |
| 1971 | Martine De Hert         | Amberes            | Flandes       | |
| 1972 | Anne-Marie Roger        | Bruselas           | Bruselas      | - Top 12 y Miss Fotogénica en Miss Universo 1972                                                                                     |
| 1973 | Christiane De Visch     | Amberes            | Flandes       | - Tercera finalista en Miss Europa 1973                                                                                              |
| 1974 | Anne-Marie Sikorski     | Lieja              | Región Valona | |
| 1975 | Christine Delmelle      | Lieja              | Región Valona | |
| 1976 | Yvette Aelbrecht        | Bruselas           | Bruselas      | |
| 1977 | Claudine Vasseur        | Bruselas           | Bruselas      | |
| 1978 | Maggy Moreau            | Bruselas           | Bruselas      | |
| 1979 | Christine Cailliau      | Bruselas           | Bruselas      | - Primera finalista en Miss Europa 1980                                                                                              |
| 1980 | Brigitte Billen         | Limburgo           | Flandes       | |
| 1981 | Dominique Van Eeckhoudt | Bruselas           | Bruselas      | - Cuarta finalista en Miss Universo 1981 - Top 15 en Miss Mundo 1981 - Top 15 en Miss Internacional 1981 - Miss Naciones Unidas 1981 |
| 1982 | Marie-Pierre Lemaître   | Bruselas           | Bruselas      | |
| 1983 | Francoise Bostoen       | Flandes Occidental | Flandes       | - Tercera finalista en Miss Europa 1984 - Top 15 en Miss Mundo 1983                                                                  |
| 1984 | Brigitte Muyshondt      | Amberes            | Flandes       | - Segunda finalista en Miss Internacional 1978                                                                                       |
| 1985 | An Van Den Broeck       | Amberes            | Flandes       | |
| 1986 | Goedele Liekens         | Brabante Flamenco  | Flandes       | |
| 1987 | Lynn Wesenbeek          | Amberes            | Flandes       | |
| 1988 | Daisy Van Cauwenbergh   | Amberes            | Flandes       | |
| 1989 | Anne De Baetzelier      | Flemish Brabant    | Flandes       | |
| 1990 | Katia Alens             | Amberes            | Flandes       | - Top 15 en Miss Internacional 1990                                                                                                  |
| 1991 | Anke Vandermeersch      | Amberes            | Flandes       | - Top 6 en Miss Universo 1992 |
| 1992 | Sandra Joine            | Amberes            | Flandes       | |
| 1993 | Stephanie Meire         | Flandes Occidental | Flandes       | |
| 1994 | Ilse De Meulemeester    | Brabante Flamenco  | Flandes       | - Top 15 en Miss Mundo 1994 - Miss Herbal Essences Universe                                                                          |
| 1995 | Véronique De Kock       | Amberes            | Flandes       | |
| 1996 | Laurence Borremans      | Brabante Valón     | Región Valona | - Top 15 en Miss Mundo 1996 |
| 1997 | Sandrine Corman         | Lieja              | Región Valona | |
| 1998 | Tanja Dexters           | Amberes            | Flandes       | |
| 1999 | Brigitta Callens        | Flandes Oriental   | Flandes       | |
| 2000 | Joke van de Velde       | Flandes Oriental   | Flandes       | |
| 2001 | Dina Tersago            | Amberes            | Flandes       | |
| 2002 | Ann Van Elsen           | Amberes            | Flandes       | |
| 2003 | Julie Taton             | Namur              | Región Valona | |
| 2004 | Ellen Petri             | Amberes            | Flandes       | - Premio Miss World Designer Dress en Miss Mundo 2004                                                                                |
| 2005 | Tatiana Silva           | Bruselas           | Bruselas      | |
| 2006 | Virginie Claes          | Limburgo           | Flandes       | |
| 2007 | Annelien Coorevits      | Flandes Occidental | Flandes       | |
| 2008 | Alizée Poulicek         | Lieja              | Región Valona | |
| 2009 | Zeynep Sever            | Bruselas           | Bruselas      | - Top 15 en Miss Universo 2009 |
| 2010 | Cilou Annys             | Flandes Occidental | Flandes       | - Top 15 en Miss Universo 2010 |
| 2011 | Justine De Jonckheere   | Flandes Occidental | Flandes       | |
| 2012 | Laura Beyne             | Bruselas           | Bruselas      | |
| 2013 | Noémie Happart          | Lieja              | Región Valona | - Top 20 en Miss Mundo 2013 |
| 2014 | Laurence Langen         | Limburgo           | Flandes       | - No compitió internacionalmente |
| 2015 | Annelies Törös          | Amberes            | Flandes       | - Top 15 en Miss Universo 2015 |
| 2016 | Lenty Frans             | Amberes            | Flandes       | - Top 11 y Miss Mundo Europa en Miss Mundo 2016                                                                                      |
| 2017 | Romanie Schotte         | Flandes Occidental | Flandes       | |
| 2018 | Angeline Flor Pua       | Amberes            | Flandes       | - Top 30 en Miss Mundo 2018 |
| 2019 | Elena Castro Suarez     | Amberes            | Flandes       | |
| 2020 | Céline Van Ouytsel      | Amberes            | Flandes       | |
| 2021 | Kedist Deltour          | Flandes Oriental   | Flandes       | - Top 40 en Miss Mundo 2023 |
| 2022 | Chayenne van Aarle      | Amberes            | Flandes       | |
| 2023 | Emilie Vansteenkiste    | Brabante Flamenco  | Flandes       | |
| 2024 | Kenza Ameloot           | Flandes Oriental   | Flandes       | |
| 2025 | Karen Jensen            | Limburgo           | Flandes       | • Top 40 en Miss Mundo 2025 |

## Representación por año

### Miss Universo Bélgica
: Declarada como ganadora
     : Terminó como finalista
     : Terminó como una de las semifinalistas o cuartofinalistas
     : Terminó como ganadora de premios especiales
Miss Bélgica ha comenzado a enviar una Miss Bélgica a Miss Universo desde 1952. En ocasiones, cuando la ganadora no califica (debido a la edad) para ninguno de los concursos, se envía una finalista.
| Año  | Provincia          | Miss Bélgica                 | Posición         | Premios especiales  |
| ---- | ------------------ | ---------------------------- | ---------------- | ------------------- |
| 2025 | Limburgo           | Karen Jensen                 | Por competir     | Por competir        |
| 2024 | Flandes Oriental   | Kenza Ameloot                | No clasificó     |                     |
| 2023 | Brabante Flamenco  | Emilie Vansteenkiste         | No clasificó     |                     |
| 2022 | Amberes            | Chayenne van Aarle           | No clasificó     |                     |
| 2021 | Flandes Oriental   | Kedist Deltour               | No clasificó     |                     |
| 2020 | Amberes            | Dhenia Covens                | No clasificó     |                     |
| 2019 | Amberes            | Angeline Flor Pua            | No clasificó     |                     |
| 2018 | Namur              | Zoé Brunet                   | Top 20           |                     |
| 2017 | Flandes Oriental   | Liesbeth Claus               | No clasificó     |                     |
| 2016 | Flandes Oriental   | Stephanie Geldhof            | No clasificó     |                     |
| 2015 | Amberes            | Annelies Törös               | Top 15           |                     |
| 2014 | Brabante Flamenco  | Anissa Blondin               | No clasificó     |                     |
| 2013 | Lieja              | Noémie Happart               | No clasificó     |                     |
| 2012 | Bruselas           | Laura Beyne                  | No clasificó     |                     |
| 2011 | Flandes Occidental | Justine De Jonckheere        | No clasificó     |                     |
| 2010 | Flandes Occidental | Cilou Annys                  | Top 15           |                     |
| 2009 | Bruselas           | Zeynep Sever                 | Top 15           |                     |
| 2008 | Lieja              | Alizée Poulicek              | No clasificó     |                     |
| 2007 | Flandes Occidental | Annelien Coorevits           | No clasificó     |                     |
| 2006 | Bruselas           | Tatiana Silva                | No clasificó     |                     |
| 2005 | Bruselas           | Debby De Waele               | No clasificó     |                     |
| 2004 | Bruselas           | Lindsy DeHollander           | No clasificó     |                     |
| 2003 | Namur              | Julie Taton                  | No clasificó     |                     |
| 2002 | Amberes            | Ann Van Elsen                | No clasificó     |                     |
| 2001 | Amberes            | Dina Tersago                 | No clasificó     |                     |
| 2000 | Flandes Oriental   | Joke van de Velde            | No clasificó     |                     |
| 1999 | Amberes            | Tanja Dexters                | No clasificó     |                     |
| 1998 | Lieja              | Sandrine Corman              | No clasificó     |                     |
| 1997 | Brabante Valón     | Laurence Borremans           | No clasificó     |                     |
| 1996 | Amberes            | Véronique De Kock            | No clasificó     |                     |
| 1995 | No compitió        | No compitió                  | No compitió      | No compitió         |
| 1994 | —                  | Christelle Roelandts         | No clasificó     | - Cabello Universal |
| 1993 | Amberes            | Sandra Joine                 | No clasificó     |                     |
| 1992 | Amberes            | Anke Vandermeersch           | Top 6            |                     |
| 1991 | Amberes            | Katia Alens                  | No clasificó     |                     |
| 1990 | No compitió        | No compitió                  | No compitió      | No compitió         |
| 1989 | Brabante Flamenco  | Anne De Baetzelier           | No clasificó     |                     |
| 1988 | Amberes            | Daisy Van Cauwenbergh        | No clasificó     |                     |
| 1987 | No compitió        | No compitió                  | No compitió      | No compitió         |
| 1986 | Brabante Flamenco  | Goedele Liekens              | No clasificó     |                     |
| 1985 | Amberes            | An Van Den Broeck            | No clasificó     |                     |
| 1984 | Amberes            | Brigitte Muyshondt           | No clasificó     |                     |
| 1983 | Flandes Occidental | Francoise Bostoen            | No clasificó     |                     |
| 1982 | Brussels           | Marie-Pierre Lemaître        | No clasificó     |                     |
| 1981 | Bruselas           | Dominique Van Eeckhoudt      | Cuarta finalista |                     |
| 1980 | Limburgo           | Brigitte Billen              | No clasificó     |                     |
| 1979 | Brussels           | Christine Cailliau           | No clasificó     |                     |
| 1978 | —                  | Françoise Helene Julia Moens | Top 12           |                     |
| 1977 | Brussels           | Claudine Vasseur             | No clasificó     |                     |
| 1976 | Bruselas           | Yvette Aelbrecht             | No clasificó     |                     |
| 1975 | Lieja              | Christine Delmelle           | No clasificó     |                     |
| 1974 | Lieja              | Anne-Marie Sikorski          | No clasificó     |                     |
| 1973 | Amberes            | Christiane De Visch          | No clasificó     |                     |
| 1972 | Bruselas           | Anne-Marie Roger             | Top 12           |                     |
| 1971 | Amberes            | Martine De Hert              | No clasificó     |                     |
| 1970 | Lieja              | Francine Martin              | No clasificó     |                     |
| 1969 | —                  | Danièle Roels                | No clasificó     |                     |
| 1968 | —                  | Sonja Doumen                 | No clasificó     |                     |
| 1967 | —                  | Mauricette Sironval          | No clasificó     |                     |
| 1966 | —                  | Mireille De Man              | No clasificó     |                     |
| 1965 | —                  | Lucy Emilie Nossent          | No clasificó     |                     |
| 1964 | —                  | Danièle Defrère              | No clasificó     |                     |
| 1963 | —                  | Irène Godin                  | No clasificó     |                     |
| 1962 | —                  | Christine Delit              | No clasificó     |                     |
| 1961 | —                  | Nicole Ksinozenicki          | No clasificó     |                     |
| 1960 | —                  | Huberte Box                  | No clasificó     |                     |
| 1959 | —                  | Hélène Savigny               | Top 15           |                     |
| 1958 | —                  | Liliane Taelemans            | No clasificó     |                     |
| 1957 | —                  | Janine Hanotiau              | No clasificó     |                     |
| 1956 | —                  | Lucienne Auquier             | Top 15           |                     |
| 1955 | —                  | Nicole De Meyer              | Top 15           |                     |
| 1954 | —                  | Christiane Darnay Neckaerts  | No clasificó     |                     |
| 1953 | —                  | Elayne Cortois               | No clasificó     |                     |
| 1952 | —                  | Myriam Lynn                  | No clasificó     |                     |

### Miss Mundo Bélgica
: Declarada como ganadora
     : Terminó como finalista
     : Terminó como una de las semifinalistas o cuartofinalistas
     : Terminó como ganadora de premios especiales
| Año  | Provincia | Miss Bélgica | Posición | Premios especiales |                                                                        |
| ---- | --- | --- | --- | --- | ---------------------------------------------------------------------- |
| 2023 | Brabante Flamenco | Kedist Deltour | Top 40 | - Desafío Head-to-Head (Top 25) - Miss World Top Model (Top 20)                                                                                      |                                                                        |
| 2022 | Miss Mundo 2021 se reprogramó para el 16 de marzo de 2022 debido al brote de pandemia de COVID-19 en Puerto Rico, no comenzó ninguna edición en 2022 | Miss Mundo 2021 se reprogramó para el 16 de marzo de 2022 debido al brote de pandemia de COVID-19 en Puerto Rico, no comenzó ninguna edición en 2022 | Miss Mundo 2021 se reprogramó para el 16 de marzo de 2022 debido al brote de pandemia de COVID-19 en Puerto Rico, no comenzó ninguna edición en 2022 | Miss Mundo 2021 se reprogramó para el 16 de marzo de 2022 debido al brote de pandemia de COVID-19 en Puerto Rico, no comenzó ninguna edición en 2022 |                                                                        |
| 2021 | Amberes | Céline Van Ouytsel | No clasificó | |                                                                        |
| 2020 | Debido al impacto de la pandemia de COVID-19, no hubo concurso en 2020                                                                               | Debido al impacto de la pandemia de COVID-19, no hubo concurso en 2020                                                                               | Debido al impacto de la pandemia de COVID-19, no hubo concurso en 2020                                                                               | Debido al impacto de la pandemia de COVID-19, no hubo concurso en 2020                                                                               | Debido al impacto de la pandemia de COVID-19, no hubo concurso en 2020 |
| 2019 | Amberes | Elena Castro Suarez | No clasificó | |                                                                        |
| 2018 | Amberes | Angeline Flor Pua | Top 30 | |                                                                        |
| 2017 | Flandes Occidental | Romanie Schotte | No clasificó | |                                                                        |
| 2016 | Amberes | Lenty Frans | Top 11 | - Miss Mundo Europa |                                                                        |
| 2015 | Flandes Occidental | Leylah Alliët | No clasificó | |                                                                        |
| 2014 | Brabante Flamenco | Anissa Blondin | No clasificó | |                                                                        |
| 2013 | Lieja | Noémie Happart | Top 20 | |                                                                        |
| 2012 | Bruselas | Laura Beyne | No clasificó | |                                                                        |
| 2011 | Flandes Occidental | Justine De Jonckheere | No clasificó | |                                                                        |
| 2010 | Flandes Occidental | Cilou Annys | No clasificó | |                                                                        |
| 2009 | Bruselas | Zeynep Sever | No clasificó | |                                                                        |
| 2008 | Lieja | Alizée Poulicek | No clasificó | |                                                                        |
| 2007 | Bruselas | Halima Chehaima | No clasificó | |                                                                        |
| 2006 | Limburgo | Virginie Claes | No clasificó | |                                                                        |
| 2005 | Bruselas | Tatiana Silva | No clasificó | |                                                                        |
| 2004 | Amberes | Ellen Petri | No clasificó | |                                                                        |
| 2003 | Namur | Julie Taton | No clasificó | |                                                                        |
| 2002 | — | Sylvie Doclot | No clasificó | |                                                                        |
| 2001 | Amberes | Dina Tersago | No clasificó | |                                                                        |
| 2000 | Flandes Oriental | Joke van de Velde | No clasificó | |                                                                        |
| 1999 | Flandes Oriental | Brigitta Callens | No clasificó | |                                                                        |
| 1998 | Amberes | Tanja Dexters | No clasificó | |                                                                        |
| 1997 | Lieja | Sandrine Corman | No clasificó | |                                                                        |
| 1996 | Brabante Valón | Laurence Borremans | Top 10 | |                                                                        |
| 1995 | Amberes | Véronique De Kock | No clasificó | |                                                                        |
| 1994 | Brabante Flamenco | Ilse De Meulemeester | No clasificó | |                                                                        |
| 1993 | Flandes Occidental | Stéphanie Meire | No clasificó | |                                                                        |
| 1992 | Amberes | Sandra Joine | No clasificó | |                                                                        |
| 1991 | Amberes | Anke Vandermeersch | No clasificó | |                                                                        |
| 1990 | Amberes | Katia Alens | No clasificó | |                                                                        |
| 1989 | — | Greet Ramaekers | No clasificó | |                                                                        |
| 1988 | Amberes | Daisy Van Cauwenbergh | No clasificó | |                                                                        |
| 1987 | Amberes | Lynn Wesenbeek | No clasificó | |                                                                        |
| 1986 | Brabante Flamenco | Goedele Liekens | No clasificó | |                                                                        |
| 1985 | Amberes | An Van Den Broeck | No clasificó | |                                                                        |
| 1984 | Amberes | Brigitte Muyshondt | No clasificó | |                                                                        |
| 1983 | Flandes Occidental | Francoise Bostoen | Top 15 | |                                                                        |
| 1982 | Bruselas | Marie-Pierre Lemaître | No clasificó | |                                                                        |
| 1981 | Bruselas | Dominique Van Eeckhoudt | Top 15 | |                                                                        |
| 1980 | Limburgo | Brigitte Billen | No clasificó | |                                                                        |
| 1979 | Bruselas | Christine Cailliau | No clasificó | |                                                                        |
| 1978 | — | Françoise Helene Julia Moens | No clasificó | |                                                                        |
| 1977 | Bruselas | Claudine Vasseur | No clasificó | |                                                                        |
| 1976 | Bruselas | Yvette Aelbrecht | No clasificó | |                                                                        |
| 1975 | Lieja | Christine Delmelle | No clasificó | |                                                                        |
| 1974 | Lieja | Anne-Marie Sikorski | No clasificó | |                                                                        |
| 1973 | Amberes | Christiane De Visch | No clasificó | |                                                                        |
| 1972 | Bruselas | Anne-Marie Roger | No clasificó | |                                                                        |
| 1971 | Amberes | Martine De Hert | No clasificó | |                                                                        |
| 1970 | Lieja | Francine Martin | No clasificó | |                                                                        |
| 1969 | Henao | Maud Alin | No clasificó | - Miss Amistad |                                                                        |